# Porta Raudusculana
La Puerta Raudusculana o Porta Raudusculana es la puerta de la muralla de Servio, al pie del monte Aventino. Aquí se mandó esculpir una cabeza de hombre cornudo, retrato del pretor Genucio Cipo.